# Jamie Gold
Jamie M. Gold (New York, 25 augustus 1969) is een Amerikaans televisieproducer en professioneel pokerspeler. Hij won het Main Event (het $10.000 World Championship No Limit Hold'em-toernooi) van de World Series of Poker (WSOP) 2006 en daarmee de officieuze wereldtitel pokeren. Gold verdiende $12.000.000,- met zijn overwinning, de hoogste prijs in het Main Event in de geschiedenis van de World Series of Poker.
Golds overwinning in 2006 was een bron voor discussie in de professionele pokerwereld. Hij gebruikte gedurende het toernooi namelijk allerhande tactieken buiten spelstrategie. Zo praatte hij voortdurend op zijn tegenstanders in tijdens het spelen en aan de finaletafel liet hij een keer een van zijn kaarten zien om zijn tegenstander op het verkeerde been te zetten (die daarna ook de betere hand weggooide).
Gold was na zijn overwinning te zien in onder meer het derde en vierde seizoen van het televisieprogramma High Stakes Poker. Hij behaalde na zijn officieuze wereldtitel in negen jaar nog vier keer een marginale geldprijs op de jaarlijkse WSOP en zijn eerste twee op de World Poker Tour. Het behalen van een finaletafel op een toernooi van een van de drie grote pokertours lukte hem gedurende die tijd niet nog eens, tot hij op de World Series of Poker 2015 vijfde werd in een veld van 2155 deelnemers die meededen aan het $1.500 No Limit Hold'em-toernooi. De $120.952,- die hij daarmee verdiende, vormde zijn grootste geldprijs sinds 2006, tot hij in 2016 bij het Los Angeles WSOP Circuit Main Event $139,820 won.

## Rechtszaak
Na zijn winst van het Main Event 2006 werd Gold aangeklaagd door televisieproducent Crispin Leyser. Die werkte samen met Gold aan het vinden van beroemdheden om deel te nemen aan het Main Event (hun entreegelden zouden voor ze betaald worden, op voorwaarde dat zij zich zouden profileren als deelnemend namens gokbedrijf Bodog). Volgens Leyser was daarbij afgesproken dat hij de helft van het bedrag zou krijgen als Gold iets won op de WSOP. Gold verklaarde na het winnen van zijn twaalf miljoen niets van deze afspraak te weten. Leyser stapte daarop naar de rechter. Die bevroor daarop zes van de twaalf miljoen dollar tot het geschil uitgezocht was.
De zaak kwam nooit tot een uitspraak omdat Gold en Leyser onderling tot een schikking kwamen. De inhoud daarvan werd niet naar buiten gebracht.

## WSOP bracelets
| Jaar                       | Event                                       | Prijs         |
| -------------------------- | ------------------------------------------- | ------------- |
| World Series of Poker 2006 | $10.000 No Limit Hold'em World Championship | $12.000.000,- |

Moss (3) · Slim · Pearson · Roberts · Brunson (2) · Baldwin · Fowler · Ungar (3) · Straus · McEvoy · Keller · Smith · Johnston · Chan (2) · Hellmuth · Matloubi · Daugherty · Dastmalchi · Bechtel · Hamilton · Harrington · Seed · Nguyen · Furlong · Ferguson · Mortensen · Varkonyi · Moneymaker · Raymer · Hachem · Gold · Yang · Eastgate · Cada · Duhamel · Heinz · Merson · Riess · Jacobson · McKeehen · Nguyen · Blumstein · Cynn · Ensan · Salas · Aldemir · Jørstad  · Weinman · Tamayo
1. ↑  JAMIE GOLD | MALIBU, CA, United States | WSOP.com. www.wsop.com. Gearchiveerd op 3 juni 2021. Geraadpleegd op 3 juni 2021.